# Neosaissetia keravatae
Neosaissetia keravatae är en insektsart som beskrevs av Williams och Watson 1990. Neosaissetia keravatae ingår i släktet Neosaissetia och familjen skålsköldlöss.
Artens utbredningsområde är Papua Nya Guinea. Inga underarter finns listade i Catalogue of Life.